# پروپاست
پروپاست (به بلغاری: Propast) یک منطقهٔ مسکونی در بلغارستان است که در شهرستان کاردژالی واقع شده‌است.